# Блуфорд, Гайон Стюарт
Га́йон Стю́арт Блу́форд (англ. Guion Steward Bluford, Jr. 'Guy'; род. 22 ноября 1942) — американский астронавт НАСА, полковник ВВС (на 1993 год). Участник четырёх полётов на «Спейс шаттл» —
STS-8,
STS-61-A,
STS-39,
STS-53, имеет 144 боевых вылета во Вьетнаме.

## Биография
Родился 22 ноября 1942 года в Филадельфии (штат Пенсильвания).

### Образование и научные звания
После окончания в 1960-м году средней школы, Гайон Блуфорд поступил в Университет штата Пенсильвания, где получил в 1964 году степень бакалавра по аэрокосмической технике. По этой же специальности он получил степени магистра (1974) и доктора наук (1978), но уже в Технологическом институте ВВС с дополнительной специализацией по лазерной физике. Также в 1987 году он получил магистра наук по управлению торгово-промышленной деятельностью в Университете Хьюстона.

### Военная служба

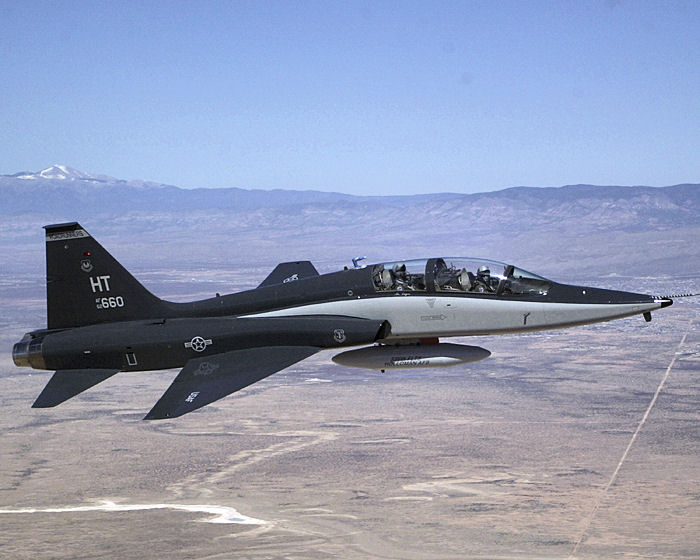
T-38.

Во время обучения в Университете прошел подготовку по программе подготовки офицеров запаса ВВС США (Air Force ROTC). Службу начал с летной подготовки на базе ВВС Уилльямс (Williams AFB) в Аризоне. Получил назначение в 557-ю тактическую истребительную эскадрилью (557th Tactical Fighter Squadron) на базе Камрань (Cam Ranh Bay), принимал участие во вьетнамской войне, выполнил 114 боевых вылета, из них — 65 над территорией Северного Вьетнама.
- 1967 года — июль — был переведен в учебно-истребительное авиакрыло (3,630th Flying Training Wing) на базе ВВС Шеппард (Sheppard AFB) в Техасе, где служил пилотом-инструктором T-38A. Был офицером по оценке действий экипажей и помощником командира авиакрыла.
- 1971 год — (начало) — Блуфорд поступил в школу офицеров эскадрильи (Squadron Officers School), окончив которую вернулся на службу в качестве заместителя руководителя полетами и советником по учебному процессу.
- 1974 год — после окончания Технологического института ВВС был оставлен на службе в Лаборатории динамики полёта (Air Force Flight Dynamics Laboratory) на базе ВВС Райт-Петерсон (Wright-Patterson AFB) в качестве инженера-разработчика. Служил заместителем по перспективным разработкам, начальником аэромеханического управления и начальником Отделения аэродинамики.

## Воинские звания
- 1978 год — майор ВВС.
- 1993 год — полковник ВВС (в отставке с 1993 года).

## Космическая подготовка
16 января 1978 года выбран кандидатом в отряд астронавтов НАСА во время 8-го набора. Прошел курс общекосмической подготовки и в августе 1979 года был зачислен в отдел астронавтов в качестве специалиста полёта. Занимался проверкой программного обеспечения в лаборатории электронного оборудования шаттла, работал с дистанционным манипулятором шаттла.

## Полёты в космос

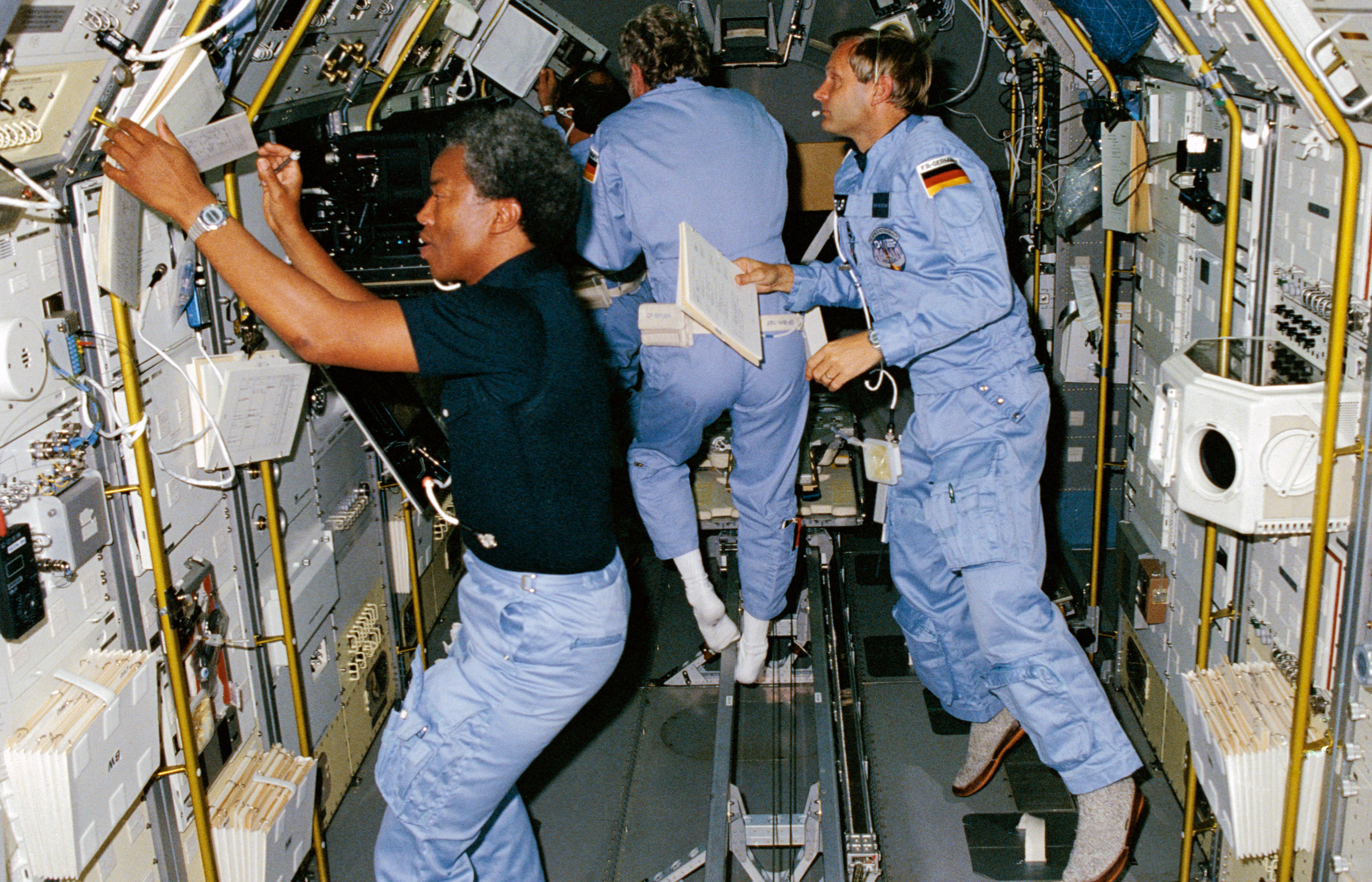
STS-61-A, экипаж работает в Спейслэб.

В качестве специалиста полёта участвовал в четырёх миссиях шаттлов:

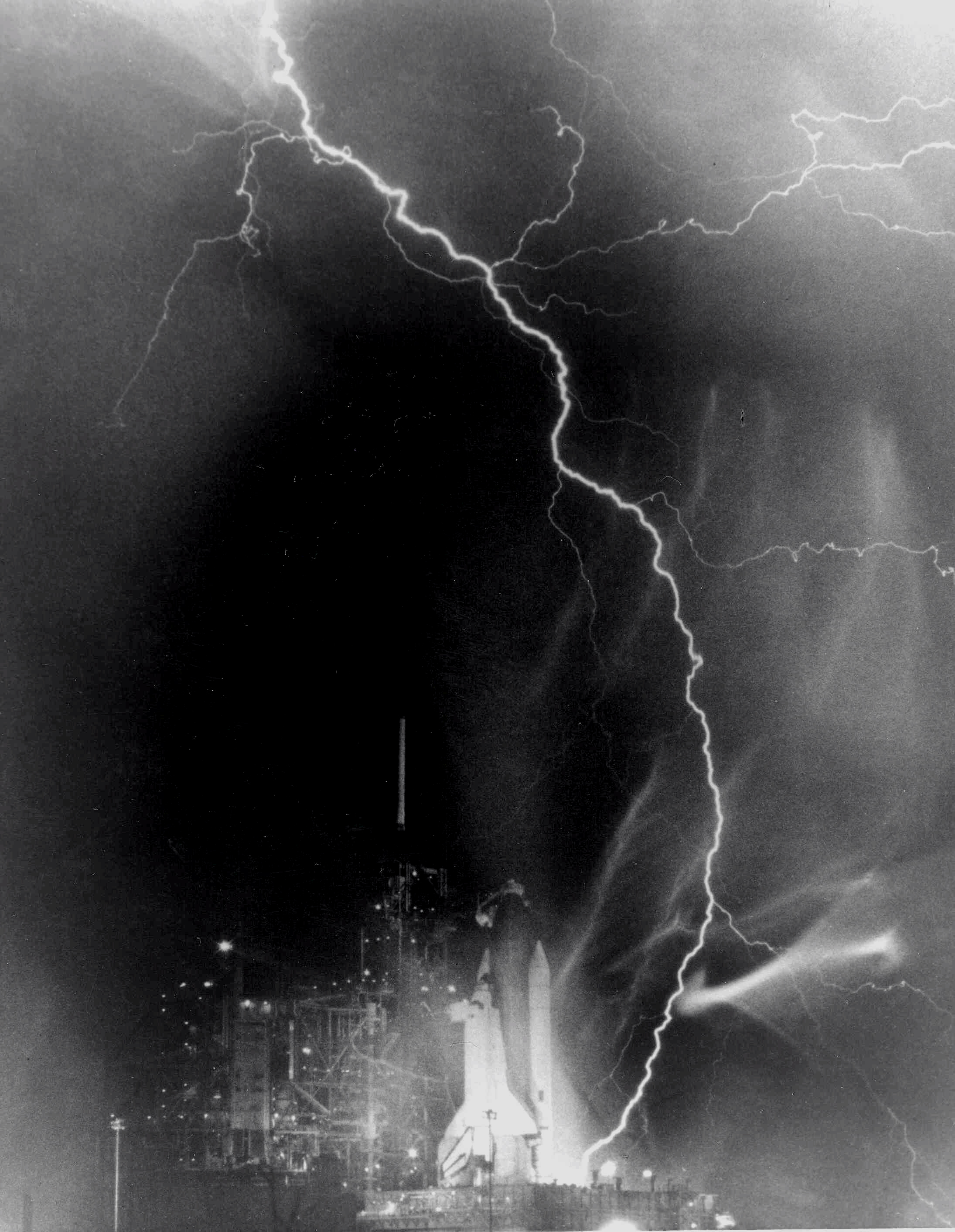
STS-8 — удар молнии за несколько часов до старта.

- STS-8[7] — на шаттле Челленджер с 30 августа по 5 сентября 1983 года. Продолжительность полёта шаттла — 6 суток 1 час 9 минут 32 секунды. Миссия: вывод на орбиту телекоммуникационного спутника INSAT-1B. Тестирование канадского манипулятора «Канадарм».

- STS-61-A[8] — на шаттле Челленджер с 30 октября по 6 ноября 1985 года. Продолжительность полёта шаттла — 7 суток 0 часов 45 минут 42 секунды. Единственный восьмиместный полёт в истории пилотируемой космонавтики (не считая сводных экипажей во время посещения «Шаттлами» орбитальных станций «Мир» и МКС). Миссия: научные эксперименты в многоразовой космической лаборатории «Спейслэб» и вывод на орбиту экспериментального спутника GLOMR (Global Low Orbiting Message Relay Satellite).
- STS-39[9] на шаттле Дискавери с 28 апреля по 6 мая 1991 года. Продолжительность полёта шаттла — 8 суток 7 часов 23 минуты 11 секунд. Миссия: научные эксперименты по заказу министерства обороны США.
- STS-53[10] — на шаттле Дискавери со 2 по 9 декабря 1992 года. Продолжительность полёта шаттла — 7 суток 7 часов 21 минута 8 секунд. Ещё одна миссия по заказу министерства обороны США.

Ушёл из отряда астронавтов и из НАСА в июле 1993 года.

## Профессиональная деятельность
После ухода из НАСА работал вице-президентом / директором проектно-конструкторского управления корпорации NYMA Inc. в городе Гринбелт, штат Мэриленд.
В настоящий момент работает вице-президентом и директором научно-технической группы (Science and Engineering Group) аэрокосмического сектора корпорации Federal Data Corporation в Мэриленде.
В 2021 году в честь астронавта назван астероид (92894) Блуфорд.

## Классность
Общий налёт составляет 5 100 часов на реактивных самолётах
T-33, T-37, T-38, F-4C, F-15, U-2/TR-1, и F-5A/B, в том числе 1 300 часов в качестве инструктора T-38. Имеет свидетельство пилота коммерческой авиации.

## Награды и премии
- 1965 год — Медаль за службу национальной обороне (США).
- 1967 год — Воздушная медаль (США).
- 1967 год — Премия «Выдающаяся персона ВВС».
- 1967 год — Медаль «За службу во Вьетнаме».
- 1967 год — Крест «За храбрость» (Южный Вьетнам).
- 1967 год — Медаль вьетнамской кампании.
- 1970 год — Премия «Выдающаяся персона ВВС».
- 1972 год — Воздушная медаль (США).
- 1972 год — Премия «Выдающаяся персона ВВС».
- 1978 год — Медаль похвальной службы (США).
- 1980 год — Премия «Успех в НАСА».
- 1981 год — Премия «Успех в НАСА».
- 1983 год — Нагрудный знак астронавта.
- 1983 год — Медаль «За космический полёт».
- 1984 год — Медаль «За отличную службу» (США).
- 1985 год — Медаль «За космический полёт».
- 1986 год — Медаль «За похвальную службу» (Министерство обороны США).
- 1989 год — Премия «Успех в НАСА».
- 1991 год — Медаль «За космический полёт».
- 1992 год — Медаль «За похвальную службу» (Министерство обороны США).
- 1992 год — Медаль «За исключительные заслуги».
- 1992 год — Медаль «За космический полёт».
- 1993 год — Орден «Легион почёта».
- 1993 год — Медаль «За похвальную службу» (Министерство обороны США).
- 1993 год — Медаль «За достижения в национальной разведке».
- 1994 год — Медаль «За выдающуюся службу» (НАСА).
- 2003 год — Премия «Успех в НАСА».

## Семья
- Жена — Линда Тулл. Сыновья — Гийон Стюарт III (род. 12.06.1964) и Джемс Тревор (род. 25.10.1965). Увлечения — чтение, плавание, бег, гандбол и подводное плавание.